# 2-(2H-Benzotriazol-2-yl)-4-(1,1,3,3-tetramethylbutyl)phenol
2-(2H-Benzotriazol-2-yl)-4-(1,1,3,3-tetramethylbutyl)phenol (UV-329) ist eine chemische Verbindung aus der Gruppe der 2-(2-Hydroxyphenyl)-2H-benzotriazole.

## Eigenschaften
Im Bereich von 300–400 Nanometern weist UV-329 weist eine starke Absorption auf.
Bisoctrizol ist das über eine Methylengruppe verknüpfte Dimer.

## Verwendung
UV-329 wird als UV-Absorber bzw. -Stabilisator in Kunststoffen eingesetzt. Im bzw. in den EWR werden jährlich 1 000 bis 10 000 Tonnen UV-329 hergestellt bzw. importiert.

## Gefahrenbewertung
UV-329 hat in aquatischen Nahrungsnetzen ein hohes Bioakkumulationspotential.